# Arve (îles Kerguelen)
Pour l’article homonyme, voir Arve.
L'Arve est un fleuve côtier de la Grande Terre, l'île principale des Kerguelen, un archipel français du sud de l'océan Indien. 
Ses sources se situent dans la moraine frontale retenant le lac de Chamonix, au nord-est de la calotte glaciaire Cook, à une altitude d'environ 120 mètres. Il descend ensuite en direction nord-est dans une vallée en auge et un profil en chenaux anastomosés mais qui se rétrécit en une gorge étroite. Le fleuve prend alors une direction est pour rejoindre le bas du val des Entrelacs et se jette dans la baie de la Marne, entre les monts Ventoux et Sinaï à l'est et la presqu'île Hoche à l'ouest.
Le fleuve est long d'une douzaine de kilomètres. Le bassin versant de la vallée de l'Arve est de 23 km² et atteint 50 km² si on lui adjoint le Val des Entrelacs.

## Toponymie
Ce fleuve doit son nom à la rivière éponyme qui traverse la ville de Chamonix. Ce nom lui a été donné en 1966/1967 par la Commission de toponymie des Kerguelen.